# Smokey Bear Museum
Le Smokey Bear Museum est un musée américain situé à Capitan, au Nouveau-Mexique. Il couvre l'histoire de Smokey Bear, la mascotte du Service des forêts des États-Unis chargée de sensibiliser à la lutte contre les feux de forêt.